# Пожарский, Дмитрий Петрович Лопата
Князь Дми́трий Петро́вич Пожа́рский, по прозванию «Лопата» (умер в 1641 году), — русский военный и государственный деятель, московский дворянин, воевода Смутного времени и царя Михаила Фёдоровича.
Дмитрий Петрович происходил из княжеского рода Пожарских. Второй из трёх сыновей Петра Тимофеевича Щепы-Пожарского; имел братьев, впоследствии — князей, Ивана и Романа Петровича, а также сестру княжну Ирину Петровну, вышедшую замуж за Ивана Васильевича Щепу-Волынского.

## Биография
В 1612 году отправлен из Нижнего Новгорода князем Дмитрием Михайловичем Пожарским во главе войска в Ярославль, чтобы не допустить Андрея Просовецкого соединиться там с казаками Ивана Заруцкого. Успев прийти в Ярославль раньше Просовецкого, захватил казаков и посадил их в тюрьму. Вслед за тем, послан на Пошехонье, где тоже побил и взял в плен много казаков, а оттуда отправился в Кашин, в погоню за предводителем казаков Толстым, бежавшим к Дмитрию Черкасскому.
При походе Д. М. Пожарского под Москву, для освобождения её от поляков, князь Дмитрий Петрович Лопата послан первым воеводой второго Передового полка. Опасаясь пагубного влияния на этот отряд своевольных казаков, не признававших никакой дисциплины, Д. М. Пожарский велел Лопате стать у Тверских ворот и, не соединяясь с московским ополчением, действовать самостоятельно. Заруцкий недоброжелательно отнёсся к шедшему из Ярославля ополчению и послал казаков перенять дорогу Лопате, с приказанием постараться убить его. Замысел этот, однако, не удался, — и казаки были обращены в бегство. Прежде чем направиться к Москве, Д. М. Пожарский пошёл с войском в Троице-Сергиев монастырь и, получив благословение игумена Дионисия, пригласил келаря Авраамия Палицына находиться при своём отряде. Рознь, существовавшая между главными предводителями земского ополчения, могла иметь гибельные последствия, так как поляки Речи Посполитой одерживали верх, а казаки Трубецкого не хотели помогать Пожарскому. 24 августа 1612 года Д. М. Пожарский был в весьма затруднительном положении и послал Дмитрия Петровича к Авраамию Палицыну, служившему в то время молебен у Ильи Обыденного, с просьбой подействовать на казаков. Если верить «Сказанию» Авраамия Палицына, его слёзы и мольбы подействовали на казаков, и они пришли на помощь Дмитрию Петровичу Пожарскому. В октябре отряды князя Дмитрия Петровича Лопаты приступом взяли Китай-город и принудили поляков сдать Московский кремль. После освобождения Москвы отправлен с князем Черкасским против гетмана Ходкевича. По избрании в 1613 году царём Михаила Фёдоровича послан первым воеводой войск против А. И. Лисовского, отряды которого разбил в многих боях.
В 1614 году, будучи первым воеводой в Самаре, отправил два стрелецких полка под Астрахань, на помощь терским и астраханским служилым людям, против Заруцкого. Прежние самарские воеводы собирали в казну по 500 pублей в год, а Лопата собрал 2 тысячи рублей. Во время его воеводства в Самаре, у него, как видно из его челобитной царю Михаилу Фёдоровичу, безвинно отняли его вотчину село Козарь в Рязанском уезде, пожалованную ему «за его службишку, и за кровь, и за Московское очищение».
В 1615 году, в то время, как Д. М. Пожарский сражался с Александром Лисовским, некоторые воеводы покинули города, а ратные люди разбежались. Когда Лисовский сжёг Перемышль и находился между Вязьмой и Можайском, а Д. М. Пожарский занемог, против Лисовского был послан Лопата. Не дойдя до Вязьмы, он, однако, воротился и стал на реке Угре. Царь Михаил Фёдорович велел ему идти в Можайск, но Лопата писал царю, что «ратные люди со службы разбежались, а которые и есть, и те бедны», и не пошёл в Можайск, несмотря на государев указ. Царь послал казакам денежное жалованье, а Лопату велел посадить в тюрьму в Можайске, а потом быть на службе.
В 1616 году отправлен царём в Суздаль против «воров», боярских холопов и всяких безымянных людей, которые называются казаками, жгут сёла и деревни, побивают до смерти и грабят, крестьян пытают, выведывая, где их пожитки, и хотят идти по городам. Вскоре после того царь послал его оборонять Тверь от «воровских людей» и доставить запасы для русского войска в город Белый. По дороге к Клину и в самой Твери Лопата выдержал осаду от поляков, лично участвуя в вылазках.
В 1617 году послан первым воеводой в Калугу против поляков, где сделав укрепления, посылал отряды против врагов.
В 1618—1620 годах был воеводой в Твери. В челобитной, поданной в 1625 году о награждении его «за Тверское осадное сиденье и за службу и за промысел», поверстаньем из поместья в вотчину, сказано, что во время воеводства в Твери он доставил казне 1200 рублей дохода в год, тогда как до него собирали лишь 200 pублей; кроме того, он укрепил город, сделав новые башни Тверского кремля и тайник и построив мосты через рвы и потайной ход; выкопал в городе колодец, прибавил «наряд», то есть слил новые пищали, а на соборную церковь слил колокол благовестный в 200 пудов и сделал боевые часы. Лопата содействовал развитию торговли в Твери после разорения, распределил по жителям и монастырям запустевшие земли. В 1619 году получил от царя похвальную грамоту за ловко устроенный размен пленных между ним и польским полковником Казановским.
В 1620 году он — первый воевода сторожевого полка в Крапивне, а в 1621 году отпущен к Москве.
В 1621-1623 годах, будучи воеводой на Двине, курировал построение нового Холмогорского кремля. Получил от царя грамоты о не притеснении игумена и братии Двинского Архангельского монастыря и о дозволении голландцу Демулину покупать у крестьян смолу на канатное дело, в чём мешали ему в Холмогорах сам Лопата и дьяк Сомов. 20 марта 1624 года воеводы были у государя «у руки», а Лопата не был, «сказался болен, убила его лошадь»; и он за болезнью отставлен и назначение на службу в Тулу отменено.
В 1625—1626 годах он — первый воевода в Верхотурье; приехав туда, он донёс царю, что в остроге мало «наряду», что острог валится, а лесу для постройки нового острога не запасено. Вследствие этого царь велел приготовить лес и с весны начать постройку острога, а присылку наряду, зелья и свинца ожидать по первому зимнему пути. В другой грамоте предписывалось Лопате велеть торговцам по-прежнему ездить в Лозвинскую, Сосвинскую и Вагринскую волости для продажи хлеба и сукон вогуличам. Во время своего воеводства в Верхотурье в 1625 году Лопата подал царю челобитную, с описанием всей своей службы и с просьбой наградить вотчиной соответственно с «московскими осадными сидельцами». Лишь три года спустя, в 1628 году, он получил из поместья в вотчину «по уложению» со своего оклада в 1000 чети, по 20 чети со 100 чети.
В 1627 году Лопата был приставом у послов турецкого султана, встречал и провожал их по Переяславльской дороге, за Сретенскими воротами. Упомянут в чине московского дворянина (1627—1629 и 1640). В 1627—1628 годах восемь раз был у государева стола и один раз у стола патриарха Филарета. В 1627—1630 годах купил несколько вотчин в Суздальском и Московском уездах. В 1628 году сопровождал царя к Троице и был у государева стола на пути туда в селе Воздвиженском, а на возвратном пути в селе Тонинском. В том же году воевода в Порхове.
В 1628—1630 годах первый воевода в Пскове. Будучи обвинён вместе с товарищем своим Данилой Гагариным в разных злоупотреблениях власти, он подвергся в 1631 году следствию, которое продолжалось восемь месяцев. Следователями назначены были новые псковские воеводы: Никита Мезецкий и Пимен Юшков, а для делопроизводства состоял при них дьяк Евстафий Кувшинов. Во всё время следствия собирали для показаний в съезжую избу городских и пригородных жителей всех сословий, духовенство, служилых людей, посадских и крестьян. Главные допросные пункты были: 1) брали ли Лопата и Гагарин к себе в холопы и в крестьяне литовских выходцев и переметчиков, приказывая им помечать в съезжей избе, что они по собственному их челобитью отданы на землю к разным помещикам; 2) были ли от воевод уездным и посадским людям разные притеснения, незаконные поборы и налоги. На первый из этих двух вопросов и на некоторые другие вопросы многие отзывались неведением; что касается притеснений, незаконных поборов и налогов, то большая часть допрашиваемых подтвердила это обвинение.
Неизвестно, как было решено это дело, но надо полагать, что оно окончилось благополучно для Лопаты, потому что в том же 1631 году он был при приёме шведского посла в Грановитой палате, а в 1632 и 1633 годах, в день Светлого Христова Воскресения, находился в числе дворян, которым царь велел свои государские очи видеть «в комнате».
В 1634 году он дневал и ночевал на государеве дворе во время похода царя на богомолье в подмосковный Николо-Угрешский монастырь. В том же году Лопата вместе с Дмитрием Михайловичем Пожарским (они были правнучатые братья) подал царю челобитную о плохом поведении племянника их Ф. И. Пожарского в Можайске, пропившего и размотавшего всё поместье. В челобитной писали: «Вели, государь, его из Можайска взять и послать под начал в монастырь, чтоб вам от его воровства вперёд от тебя в опале не быть». В 1636 году упомянут в чине стряпчего. В 1637 году Дмитрий Петрович Пожарский сделал значительный вклад в суздальский Спасо-Евфимьев монастырь, пожаловав ему свою купленную вотчину в Тверском уезде; в Шеском и в Кушалинском станах, село Кушалино со всеми угодьями. В Тверском уезде владел вотчиной Кушалино. Местничал с М. В. Прозоровским и в 1620 году с В. Г. и Г. П. Ромодановскими.
Умер в 1641 году, приняв постриг с именем Дионисий оставив после себя духовную грамоту.

## Семья
Женат на Федосье Андреевне, дочери А. И Очина-Плещеева, племяннице боярина З. И. Очина-Плещеева. После смерти мужа она приняла постриг в Егорьевском монастыре с именем Федора.
По различным источникам показаны следующие дети:
- Князь Пожарский Пётр Дмитриевич — стольник и воевода (?).
- Князь Пожарский Фёдор Дмитриевич — рында и стольник (?).
- Князь Пожарский Иван Дмитриевич — воевода, стольник и рында (1644) (?).
- Князь Пожарский Борис Дмитриевич Лопата — стольник (1627), бездетный.
- Княжна Мария Дмитриевна — первая жена князя Юрия Петровича Буйносова-Ростовского. Его теща в 1642 и 1643 годах передала ему и дочери купленную князем Дмитрием Петровичем вотчины Губкино Большое с пустошами и Губкино Малое в Московском уезде[4].

Князь Дмитрий Петрович Лопата принимал деятельное участие в воспитании своего племянника, князя Семёна Романовича. В 1637 году Семён Романович получил от него в дар земли в Галицком уезде: деревни Немцово, Бетелево, Данилково, Подлесное, Исаково. Завещал своему племяннику земли в Московском уезде.

## Критика
В «Русской родословной книге» А. Б. Лобанова-Ростовского у князя Дмитрия Петровича Лопаты показан единственный сын, князь Борис Дмитриевич Лопата. В родословной книге М. Г. Спиридова показаны три сына, князья: Пётр, Фёдор и Иван Дмитриевичи, а князь Борис Дмитриевич — отсутствует. В данном источнике князья Пётр, Фёдор и Иван Дмитриевичи показаны детьми князя Дмитрия Михайловича Пожарского-Хромого (Немого).
В поколенной росписи поданной в 1682 году Палату родословных дел, у князя Дмитрия Петровича Лопаты показан бездетный сын Борис и дочь княжна Мария Дмитриевна. В данном источнике у Дмитрия Михайловича Пожарского-Немого показаны дети, князья: Пётр, Фёдор и Иван Дмитриевичи и три дочери.